# Les Minijusticiers (série télévisée d'animation)
Pour la bande dessinée, voir Les Minijusticiers.
Les Minijusticiers est une série d'animation franco-suisse réalisée par Norman J. LeBlanc, Richard Danto, Raphaël Lamarque et Prakash Topsy, d'après l'œuvre originale de Hélène Bruller (scénariste) et Zep (dessinateur), et produite par Futurikon. La série a été diffusée en France entre le 9 avril 2008 et le 29 octobre 2019 sur Télétoon et TF1 dans l'émission TFOU et rediffusée sur Gulli.
La série a été éditée en DVD sous le label Citel Vidéo, dont le premier paraît le 4 mars 2009.

## Synopsis
Les Minijusticiers est une série de proximité où les histoires narrent la vie ordinaire d'enfants de six à onze ans incarnés par des animaux anthropomorphiques. Chaque histoire prend la forme d'une fable drôle et légère, systématiquement ponctuée par une morale amusante et pertinente.
Le slogan de la série est « Mini-défauts, maxi-pouvoirs, chacun sera le héros d'un jour ».

## Distribution des voix
- Kelyan Blanc : Gros Loup (saisons 1 à 3) et Sacha (saison 1 et 2), Voix Additionnelles (Saison 2)
- Nathalie Kanoui : Maîtresse (saisons 1 et 2)
- Caroline Mozzone : Maîtresse (saison 3)
- Fabien Gravillon : Jean-Lou (saisons 1 et 2), Henri/Riton (saison 1) et Lucien (saison 1 et 2)
- Eloïse Pasquier : voix adultes féminines (saison 3)
- Thierry Delavoilière : Dino (saison 3) et voix adultes masculines (saison 3)
- Abraham Rist : Greg (saisons 1 et 2)

### Saison 1
- Tom Trouffier : Antonin, Gaspard/Superpudépieds, Bertrand/Supercrikitu, Richard (1er voix), Fernand/Superjecroitout, Tony/Superfeuilledechou, Arthur/Supermou, Bob/Supervertige, Yvon/Supermini et P'tit Louis/Superfort
- Clara Quilichini : Marie la tomate, Céline, Eliette (1er voix), Natacha, Camille, Marion et Zoé
- Abraham Rist : Antonin, Igor (2e voix), Olivier, Rock, Richard, Blaise, Davy, Georges,Martin, Greg et Jeannot (2e voix)
- Aloïs Darles : Jimmy
- Noah Derville : Igor (1er voix), Olivier (2e voix) et Jeannot (1er voix)
- Vincent de Boüard : Dino, le directeur, les pompiers, le papa de Jean-Louis et voix additionnelles
- Fily Keita : voix additionelles
- Alice Branger : Léonne et Eva
- Manon Corneille : Carmen, Amandine, Sophia, Mona, Monique, Flore, Joséphine et Lily, Voix Additionnelles
- Nina Cruveiller : Flore(1er Voix)
- Quentin Danto : Loïs et voix additionelles (saisons 1 et 2)
- Simon Darchis : Henri/Riton (1re voix, Saison 1), Paco, Nikkos, Rémi, Enrico, Roger, Édouard-Charles-Alexandre, Pépito, Axel, Manu et René, Voix Additionnelles
- Thymiane Duchaufour : Eliette (2e voix), Mireille/Superpipilette, Roberta et Vanessa/Supercheveuenpetard
- Quentin Derville : Dédé, Henri/Riton (2e Voix, Saison 1)et Sacha
- Maël Payet : Nathan, Jean-Louis, Malo et Etienne, Voix Additionnelles
- Sophie Planet : Quelques Canailles
- Thomas Sagols, Léopold Szabatura, Olivier Sioui, Lewis Weill, Ilian Zaim : voix additionnelles

### Saison 2
- Thaïs Manlius : Eliette, Natacha et Flore
- Ella Butel : Marion, Marie et Céline
- Abraham Rist : Greg
- Germain Petit-Damico : Nathan, Olivier, Jeannot et Bertrand
- Jude Butel : Yvon, Axel et Manu
- Saorine Kelani : Antonin et Enzo
- Benjamin Douba-Paris : Richard, Blaise, René, Paco, Davy, Rock, Étienne, Jérôme, Édouard-Charles-Alex et Roger (Chant), Voix Additionnelles
- Zacharie D'Olce : Jimmy, Lucien
- Maeldan Wilmet : Sophia
- Pierre Val : Dino, Le Directeur, Le Maire et voix additionnelles
- Salomé Zeitoun : Bob, Igor et Loïs
- Paul Schmitt, Simon Darchis, Quentin Danto, Marguerite Thiam, Nathan Thiam, Chloé Rivière, Oscar Borne : voix diverses
- Louna Klanit : Carmen, Mona, Mireille, Roberta, Vanessa et Amandine

### Saison 3
- Matis Eidel Biju-Duval, Fanny Eidel Biju-Duval, Justine Chapuis, Jeanne de Boynes, Violette Debels, Céline Delaumenie, Romane Delelée, Rosalie Le Bars, Mika Guguen, Calix Harault, Adam Hassan, Milo Lamarque, Lana Lelièvre, Hinata Lelièvre, Max Loutis, Alexandre Martineau, Rewan Ousaci, Axel Truchard, Robin Truchard, Océane Weyer, Aloïs Weyer, Caroline Mozzone, Eloïse Pasquier, Thierry Delavollière

Enregistrement des voix dirigé par Anne Giraud (saisons 1-2) au studio Talk Over puis Brigitte Lecordier au studio Audi'Art,.

## Liste des épisodes

### Saison 1 (2008-2009)
78 épisodes diffusés entre le 9 avril 2008 et le 14 avril 2009.
| Épisodes | titre                  | date       |
| -------- | ---------------------- | ---------- |
| 1        | Supermini              | 09/04/2008 |
| 2        | Supergros              | 09/04/2008 |
| 3        | Supersnurfl            | 16/04/2008 |
| 4        | Superdendefer          | 16/04/2008 |
| 5        | Superinvisible         | 23/04/2008 |
| 6        | Superfeuilledechou     | 23/04/2008 |
| 7        | Superoui               | 30/04/2008 |
| 8        | Superlatchatche        | 30/04/2008 |
| 9        | Superdoidanlenez       | 07/05/2008 |
| 10       | Superquilouche         | 07/05/2008 |
| 11       | Supercriquitue         | 14/05/2008 |
| 12       | Superprout             | 14/05/2008 |
| 13       | Supertomate            | 21/05/2008 |
| 14       | Superpudubec           | 28/05/2008 |
| 15       | Superfort              | 04/06/2008 |
| 16       | Superchamboultou       | 11/06/2008 |
| 17       | Supertic               | 18/06/2008 |
| 18       | Superboutonneux        | 25/06/2008 |
| 19       | Superpasdetête         | 02/07/2008 |
| 20       | Superpudepied          | 25/08/2008 |
| 21       | Superlunettes          | 26/08/2008 |
| 22       | Supergropif            | 28/08/2008 |
| 23       | Superfarceur           | 29/08/2008 |
| 24       | Superfildefer          | 02/09/2008 |
| 25       | Supercheveuxenpétard   | 04/09/2008 |
| 26       | Superlatrouille        | 05/09/2008 |
| 27       | Superalabourre         | 11/09/2008 |
| 28       | Superfrileux           | 15/09/2008 |
| 29       | Superpotdecolle        | 16/09/2008 |
| 30       | Superapiat             | 19/09/2008 |
| 31       | Supermou               | 23/09/2008 |
| 32       | Supergranpied          | 25/09/2008 |
| 33       | Superdeuxmainsgauches  | 26/09/2008 |
| 34       | Superpipelette         | 29/09/2008 |
| 35       | Superhoquet            | 30/09/2008 |
| 36       | Supervertige           | 02/10/2008 |
| 37       | Superjmaimepas         | 03/10/2008 |
| 38       | Supergoulu             | 06/10/2008 |
| 39       | Superlafrime           | 07/10/2008 |
| 40       | Superteteapoux         | 09/10/2008 |
| 41       | Supergrand             | 12/11/2008 |
| 42       | Supercafteur           | 27/11/2008 |
| 43       | Superlapatate          | 28/11/2008 |
| 44       | Superécolo             | 01/12/2008 |
| 45       | Superzozote            | 02/12/2008 |
| 46       | Superoulette           | 04/12/2008 |
| 47       | Superpropre            | 05/12/2008 |
| 48       | Supergentil            | 11/12/2008 |
| 49       | Supercoulapic          | 18/12/2008 |
| 50       | Superpleurnicharde     | 19/12/2008 |
| 51       | Supercrado             | 05/01/2009 |
| 52       | Superlaflemme          | 08/01/2009 |
| 53       | Superfayot             | 09/01/2009 |
| 54       | Supertoutpareil        | 13/01/2009 |
| 55       | Superjalouse           | 15/01/2009 |
| 56       | Superlanguedevipère    | 15/01/2009 |
| 57       | Superjaimepas          | 04/02/2009 |
| 58       | Superbazar             | 05/02/2009 |
| 59       | Superpeurdunoir        | 05/02/2009 |
| 60       | Superpostillon         | 05/02/2009 |
| 61       | Superjeuvideo          | 06/02/2009 |
| 62       | Superlasueur           | 06/02/2009 |
| 63       | Superjecroistout       | 18/02/2009 |
| 64       | Superchipie            | 24/02/2009 |
| 65       | Superdentdelapin       | 25/02/2009 |
| 66       | Superbobard            | 26/02/2009 |
| 67       | Supertrovite           | 27/02/2009 |
| 68       | Supermoi               | 02/03/2009 |
| 69       | Superpacifique         | 05/03/2009 |
| 70       | Superalamode           | 16/03/2009 |
| 71       | Superatchoum           | 19/03/2009 |
| 72       | Supergadin             | 20/03/2009 |
| 73       | Superjosepa            | 30/03/2009 |
| 74       | Supermauvaisjoueur     | 31/03/2009 |
| 75       | Superpremierdelaclasse | 06/04/2009 |
| 76       | Supercurieuse          | 07/04/2009 |
| 77       | Supercassecou          | 09/04/2009 |
| 78       | Superlapoisse          | 14/04/2009 |

### Épisodes spéciaux
1. La bande des Minijusticiers (2011) 24min
2. La Guerre des Super (2019) 22min

### Saison 2 (La bande des Minijusticiers, 2012-2013)
78 épisodes diffusés entre le 12 novembre 2012 et le 13 novembre 2013.
| Épisodes | titre                                  | date       |
| -------- | -------------------------------------- | ---------- |
| 1        | Le grand mystère                       | 12/11/2012 |
| 2        | Superprout doute                       | 13/11/2012 |
| 3        | Fan des minijusticiers                 | 15/11/2012 |
| 4        | Le déménagement                        | 16/11/2012 |
| 5        | Les yeux dans les yeux                 | 19/11/2012 |
| 6        | Méga brouille                          | 20/11/2012 |
| 7        | Remplaçant de luxe                     | 22/11/2012 |
| 8        | L'oiseau rare                          | 23/11/2012 |
| 9        | Le vrai du faux                        | 26/11/2012 |
| 10       | Fausse alerte                          | 27/11/2012 |
| 11       | Recherche lunettes désespérément       | 29/11/2012 |
| 12       | Une de trop                            | 30/11/2012 |
| 13       | Le journal d'Eliette                   | 03/12/2012 |
| 14       | Frère et sœur malgré eux               | 04/12/2012 |
| 15       | Scoop toujours                         | 06/12/2012 |
| 16       | Quand les parents s'en mêlent          | 07/12/2012 |
| 17       | L'arroseur arrosé                      | 10/12/2012 |
| 18       | Rien ne va plus                        | 11/12/2012 |
| 19       | Zéro de conduite                       | 13/12/2012 |
| 20       | Supersolo                              | 14/12/2012 |
| 21       | Ma sœur est une championne             | 17/12/2012 |
| 22       | La tête dans les étoiles               | 18/12/2012 |
| 23       | Invasion Terre                         | 20/12/2012 |
| 24       | Le gang masqué                         | 21/12/2012 |
| 25       | La photo                               | 23/01/2013 |
| 26       | Drôle de dragon                        | 23/01/2013 |
| 27       | La gourmandise                         | 23/01/2013 |
| 28       | Opération Supergoûter                  | 27/01/2013 |
| 29       | Le cochon perdu                        | 30/01/2013 |
| 30       | Richard le mauvais garçon              | 30/01/2013 |
| 31       | Superdéluge                            | 03/02/2013 |
| 32       | Le grand huit                          | 06/02/2013 |
| 33       | Le diamant bleu                        | 10/02/2013 |
| 34       | Superpirate                            | 13/02/2013 |
| 35       | Un charmant voisin                     | 17/02/2013 |
| 36       | Sortie découverte                      | 20/02/2013 |
| 37       | Grosse colère                          | 24/02/2013 |
| 38       | Monsieur le Ministre                   | 27/02/2013 |
| 39       | Les dents de lapin                     | 03/03/2013 |
| 40       | La patinoire infernale                 | 06/03/2013 |
| 41       | Ma fille est une tornade               | 10/03/2013 |
| 42       | Parfum de fleur / Les fleurs du mal    | 13/03/2013 |
| 43       | Mon meilleur ami                       | 17/03/2013 |
| 44       | Le délégué                             | 20/03/2013 |
| 45       | Le karma                               | 24/03/2013 |
| 46       | Morvozor                               | 27/03/2013 |
| 47       | Supercatastrophe                       | 31/03/2013 |
| 48       | Tu seras une championne ma fille       | 03/04/2013 |
| 49       | Repaire en péril                       | 07/04/2013 |
| 50       | La chasse aux timbres                  | 10/04/2013 |
| 51       | Radio blabla                           | 14/04/2013 |
| 52       | Les maxijusticiers                     | 24/04/2013 |
| 53       | Comme sur des roulettes                | 28/04/2013 |
| 54       | Panique au repaire                     | 01/05/2013 |
| 55       | Maîtresse en détresse                  | 05/05/2013 |
| 56       | Super carnaval                         | 08/05/2013 |
| 57       | Une équipe de choc                     | 19/05/2013 |
| 58       | Crotte, alors !                        | 22/05/2013 |
| 59       | Superlunettes jette l'éponge           | 26/05/2013 |
| 60       | L'amour donne des ailes                | 29/05/2013 |
| 61       | Mini sitter                            | 29/05/2013 |
| 62       | Le concert                             | 02/06/2013 |
| 63       | Un mystérieux voleur                   | 05/06/2013 |
| 64       | On se détend Nathan                    | 16/06/2013 |
| 65       | Chasseurs de trésor                    | 30/06/2013 |
| 66       | Le terrain maudit                      | 04/09/2013 |
| 67       | La flamme de ta vie                    | 08/09/2013 |
| 68       | Pas de vacances pour les héros         | 15/09/2013 |
| 69       | La violence ne résout rien             | 18/09/2013 |
| 70       | Greg et la potion magique              | 22/09/2013 |
| 71       | Invasion invisible                     | 25/09/2013 |
| 72       | Présumée coupable                      | 29/09/2013 |
| 73       | L'invitation                           | 30/10/2013 |
| 74       | Deux maisons pour Léone                | 30/10/2013 |
| 75       | J'aime pas la bande des minijusticiers | 06/11/2013 |
| 76       | La dispute                             | 06/11/2013 |
| 77       | L'anti-pouvoir                         | 10/11/2013 |
| 78       | Quel cirque                            | 13/11/2013 |

### Saison 3 (2018-2019)
75 épisodes diffusés entre le 13 mai 2018 et le 29 octobre 2019.
| Épisodes | titre                     | date       |
| -------- | ------------------------- | ---------- |
| 1        | Supercolérique            | 13/05/2018 |
| 2        | Supergrospopotin          | 13/05/2018 |
| 3        | Superjesaispaschoisir     | 13/05/2018 |
| 4        | Superpipiaulit            | 20/05/2018 |
| 5        | Superjyarrivepas          | 20/05/2018 |
| 6        | Superconnectés            | 20/05/2018 |
| 7        | Superchapardeuse          | 27/05/2018 |
| 8        | Superpudique              | 27/05/2018 |
| 9        | Superarongesesongles      | 27/05/2018 |
| 10       | Supercestpasgrave         | 03/06/2018 |
| 11       | Superprudent              | 03/06/2018 |
| 12       | Superimpatiente           | 03/06/2018 |
| 13       | Supermaniaque             | 10/06/2018 |
| 14       | Superraide                | 10/06/2018 |
| 15       | Superpeurdespetitesbêtes  | 17/06/2018 |
| 16       | Supertêtue                | 17/06/2018 |
| 17       | Superbretelles            | 24/06/2018 |
| 18       | Superroux                 | 24/06/2018 |
| 19       | Supertimide               | 01/07/2018 |
| 20       | Supermicrobe              | 01/09/2018 |
| 21       | Superasthmatique          | 01/09/2018 |
| 22       | Supertache                | 01/09/2018 |
| 23       | Superchewinggum           | 08/09/2018 |
| 24       | Supercestpasmoi           | 08/09/2018 |
| 25       | Superincruste             | 08/09/2018 |
| 26       | Superbonnesmanières       | 15/09/2018 |
| 27       | Supercoupelaparole        | 15/09/2018 |
| 28       | Superrancunier            | 15/09/2018 |
| 29       | Superjemennuie            | 22/09/2018 |
| 30       | Superperso                | 22/09/2018 |
| 31       | Supertromignon            | 29/09/2018 |
| 32       | Supergrossourcils         | 06/10/2018 |
| 33       | Superdanseurétoile        | 06/10/2018 |
| 34       | Superallergique           | 20/10/2018 |
| 35       | Supertricheur             | 20/10/2018 |
| 36       | Superdispersé             | 27/10/2018 |
| 37       | Superenavance             | 27/10/2018 |
| 38       | Superbouclettes           | 03/11/2018 |
| 39       | Superplâtre               | 10/11/2018 |
| 40       | Supergrosyeux             | 17/11/2018 |
| 41       | Supertropgéniale          | 24/11/2018 |
| 42       | Superjesaisplus           | 06/01/2019 |
| 43       | Supercicatrice            | 13/01/2019 |
| 44       | Superpourrigâté           | 20/01/2019 |
| 45       | Superprincesse            | 27/01/2019 |
| 46       | Superfaitsamaîtresse      | 03/02/2019 |
| 47       | Superbébé                 | 10/02/2019 |
| 48       | Supermeilleureamiedumonde | 17/02/2019 |
| 49       | Supercollectionneur       | 24/02/2019 |
| 50       | Superembrouille           | 03/03/2019 |
| 51       | Supermalpartout           | 10/03/2019 |
| 52       | Supergrosmots             | 17/03/2019 |
| 53       | Supermusicienne           | 24/03/2019 |
| 54       | Superdrôlederire          | 02/09/2019 |
| 55       | Superchantetoutletemps    | 03/09/2019 |
| 56       | Superverrue               | 04/09/2019 |
| 57       | Superfaitsastar           | 05/09/2019 |
| 58       | Supermongrandfrère        | 06/09/2019 |
| 59       | Supermangemal             | 09/09/2019 |
| 60       | Superdaltonienne          | 10/09/2019 |
| 61       | Superpetitgénie           | 11/09/2019 |
| 62       | Supermaladroit            | 12/09/2019 |
| 63       | Superrêveuse              | 13/09/2019 |
| 64       | Superpasàlamode           | 16/09/2019 |
| 65       | Superparano               | 17/09/2019 |
| 66       | Supercalin                | 21/10/2019 |
| 67       | Superencore               | 21/10/2019 |
| 68       | Superdésolé               | 22/10/2019 |
| 69       | Supertrainelespieds       | 22/10/2019 |
| 70       | Supernon                  | 24/10/2019 |
| 71       | Superjeteparie            | 24/10/2019 |
| 72       | Superchangerien           | 25/10/2019 |
| 73       | Superpalot                | 25/10/2019 |
| 74       | Superjesaisfaire          | 28/10/2019 |
| 75       | Superdittout              | 29/10/2019 |

## Fiche technique
- - Titre : Les Minijusticiers
- Réalisation : Norman J. LeBlanc (saison 1), Richard Danto (saison 2 + La bande des Minijusticiers), Raphaël Lamarque (saison 3, épisodes 1-44, 46, 54-58), Prakash Topsy (saison 3, épisodes 45, 47-53, 59-75 + La Guerre des Super)
- Scénario : Hélène Bruller
- Dessin : Zep
- Musique originale : Hervé Lavandier (saisons 1 et 2 + La bande des Minijusticiers), Benjamin Farley et Antoine Furet (saison 3 + La Guerre des Super)
- Production : Philippe Delarue
- Société de production : Futurikon
- Pays d'origine :  France
- Langue : français
- Durée : 6 minutes
- Date de première diffusion :  France : 9 avril 2008

## Succès
La série rencontre un grand succès depuis sa diffusion et devient le premier programme jeunesse sur TF1, avec une part d'audience moyenne de 33% sur les 4-10 ans et un taux de notoriété de 89% sur les 6-10 ans.